# Cancro surrenale
Il cancro surrenale (carcinoma corticosurrenale) è un tumore che ha origine nella corteccia della ghiandola surrenale. Essendo poco frequente (tumore raro), ha un'incidenza annuale di 0,5/2 casi su 1 000 000, c'è un picco di casi nei bambini fino a 5 anni e negli adulti nella media di 40-50 anni. Di solito questi tumori avviano una sovrapproduzione di ormoni, una sovrapproduzione di catecolamine e producono un aumento della quantità di cortisolo nella circolazione, che può causare disturbi metabolici.

## Fattori di rischio
Poiché questo genere di carcinomi sono poco frequenti, non ci sono ancora fattori di rischio definitivi per i tumori surrenali.
- Neoplasia endocrina multipla di tipo 2;
- Neurofibromatosi di tipo 1;
- sindrome di Beckwith-Wiedemann;
- Sindrome di Li-Fraumeni;
- Sindrome da paraganglioma;
- Sindrome di von Hippel-Lindau.

## Sintomi e segni
I tumori maligni (come il cancro del surrene) in stadi avanzati hanno spesso sintomi simili ad altri tipi di cancro, come ad esempio:
- Anemia;
- Dolore addominale;
- Stanchezza;
- Febbre;
- Perdita di peso senza una ragione apparente;
- Sanguinamento nelle urine;
- Aspetto di una massa addominale.

## Prevenzione
Nonostante disponga di un gran numero di test diagnostici, non esiste un modo giusto per prevenire i tumori surrenali. In caso di sintomi, consultare un urologo o un oncologo.